# Lissonota hungarica
Lissonota hungarica är en stekelart som beskrevs av Otto Schmiedeknecht 1900. Lissonota hungarica ingår i släktet Lissonota, och familjen brokparasitsteklar. Inga underarter finns listade.